# ایسیدورو سان خوزه
ایسیدورو سان خوزه (انگلیسی: Isidoro San José؛ زادهٔ ۲۷ اکتبر ۱۹۵۵) بازیکن فوتبال اهل اسپانیا است.
از باشگاه‌هایی که در آن بازی کرده‌است می‌توان به باشگاه ورزشی رئال مایورکا، باشگاه فوتبال رئال مادرید، و باشگاه فوتبال رئال مادرید کاستیا اشاره کرد.
وی همچنین در تیم‌های ملی فوتبال زیر ۱۸ سال اسپانیا، زیر ۲۱ سال اسپانیا، Spain national amateur football team، و اسپانیا بازی کرده‌است.